# Pingwin przylądkowy

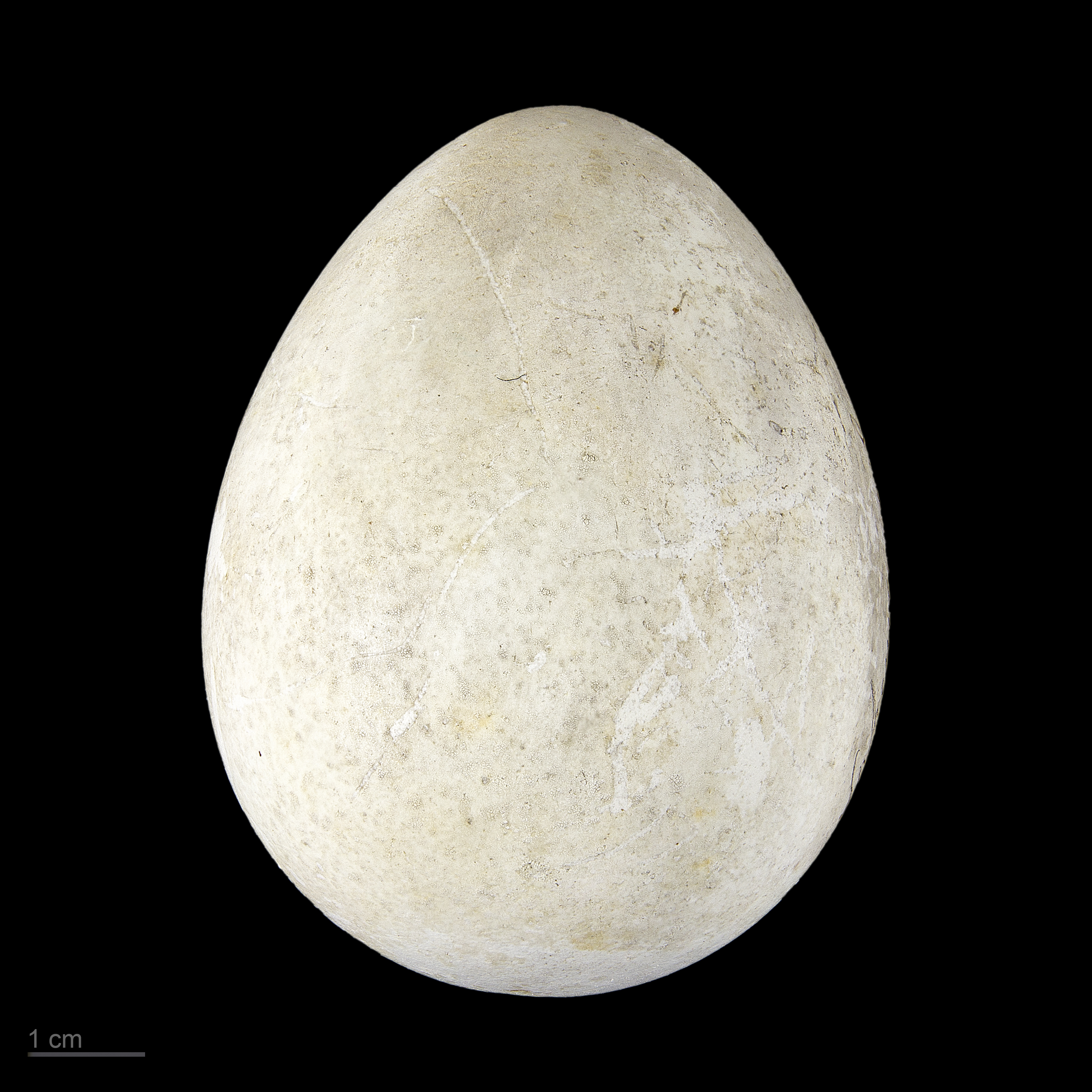
Jajo z kolekcji muzealnej

Pingwin przylądkowy, pingwin toniec (Spheniscus demersus) – gatunek dużego ptaka z rodziny pingwinów (Spheniscidae). Zamieszkuje wybrzeża i wyspy Afryki Południowej. Jest krytycznie zagrożony wyginięciem.

## Systematyka
Po raz pierwszy zgodnie z zasadami nazewnictwa binominalnego gatunek ten opisał Karol Linneusz w 1758 roku w 10. edycji Systema Naturae. Autor nadał mu nazwę Diomedea demersa, a jako miejsce typowe wskazał Przylądek Dobrej Nadziei. Obecnie gatunek zaliczany jest do rodzaju Spheniscus. Nie wyróżnia się podgatunków.

## Morfologia
WyglądCzarny wierzch ciała i maska, z wyraźną białą brwią. Skóra wokół oczu i nad nimi różowa, dziób czarny z jasną przepaską przy końcu. Spód ciała biały, z czarnym pasem na piersi.
RozmiaryDługość ciała 60–70 cm; masa ciała 2,1–3,7 kg.
Osobnik albinotycznyJedyny w ogrodach zoologicznych świata osobnik albinotyczny tego gatunku – samica o imieniu Kokosanka – żyje w Ogrodzie Zoologicznym w Gdańsku, gdzie wykluła się 12 grudnia 2018 roku. Barwę zawdzięcza zaburzeniom metabolizmu tyrozynazy, co owocuje brakiem melaminy w skórze i piórach. Dodatkowo osobnik ten ma czerwone oczy.

## Występowanie
Zamieszkuje południowoafrykańskie wybrzeża i wyspy od Namibii do południowego Mozambiku.

## Zachowanie
Żyje samotnie lub w stadkach, żeruje na morzu. Osobniki dorosłe prowadzą osiadły tryb życia; młode ptaki, po uzyskaniu samodzielności, rozpraszają się z dala od kolonii, później, po okresie pierzenia, wracają i rozmnażają się w kolonii rodzimej.

## Status zagrożenia
W Czerwonej księdze gatunków zagrożonych IUCN pingwin przylądkowy od 2024 roku jest klasyfikowany jako gatunek krytycznie zagrożony (CR, Critically Endangered); wcześniej, od 2010 roku uznawano go za gatunek zagrożony (EN, Endangered), a od 2000 za gatunek narażony (VU, Vulnerable). W 2023 roku populacja lęgowa tego gatunku liczyła około 9900 par. Trend liczebności populacji uznawany jest za silnie spadkowy.